# L'Éveil du printemps
Pour l'adaptation, voir L'Éveil du printemps (comédie musicale).
L'Éveil du printemps. Une tragédie enfantine (Frühlings Erwachen. Eine Kindertragödie) est une satire dramatique de Frank Wedekind publiée en 1891.

## Résumé
L'Éveil du printemps, ironiquement sous-titré Une tragédie enfantine, met en scène des adolescents confrontés à un corps qui se métamorphose et à l’éveil de désirs sur lesquels il est difficile de mettre un nom. Ces adolescents font face aux non-dits de la société prussienne et subissent les conséquences de ces silences. Ainsi, face à une avalanche de questions sur le monde et sur leur place dans ce monde, et confrontés à des angoisses de plus en plus intenses, ils vont tenter de se frayer un chemin vers le monde des adultes. Mais ces adultes — lointains, et qui représentent la forme d'autorité suprême — ne peuvent répondre à leurs questionnements, incapables qu'ils sont de trouver des réponses qui apaisent.
Entre eux, les jeunes se confient, confrontent ce qu’ils savent, ce qui les questionne, et commencent à éprouver la notion de limite et d’autorité. Ils se retrouvent face aux difficultés de la vie et à ses horreurs. Ainsi, Moritz doit réussir ses classes sinon il attente à l'honneur familial. Ilse est une prostituée de douze ans qui n'a pas conscience des abus qu'elle subit. Wendla a des tendances masochistes ; violée par Melchior, elle meurt d'un avortement raté de la faiseuse d'anges.

## Personnages
- Les jeunes filles :
  - Wendla Bergmann, Martha Bessel, Théa, Ilse
- Les garçons :
  - Melchior Gabor, Moritz Stiefel, Jeannot Rilow, Ernst Röbel, Otto, Georg, Robert, Lämmermeier</div>
- Les parents :
  - Mme Bergmann, mère de Wendla ; Ina Müller, sa fille
  - M. Gabor, Mme Gabor, parents de Melchior
  - Le rentier Stiefel, père de Moritz
- Le pasteur Ventrechauve
- Au collège :
  - Les professeurs : le recteur Coup-de-Soleil, Singegraisse, Grosrondin, Trompe-la-Faim, Coup-de-Langue, Fracadosse, Mouchamort
  - L'appariteur : Legrappin

## Histoire de l'œuvre et création
L’Éveil du printemps est rédigée à partir de l'automne 1890, et le manuscrit est achevé à Pâques 1891, comme l'indique l'auteur dans l'édition Jean Gross publiée la même année à Zurich.
La pièce n'est jouée qu'à la fin de l'année 1906, à Berlin, dans une mise-en-scène de Max Reinhardt.
Wedekind dénonce une époque puritaine, qui passe sous silence des sujets qui peuvent conduire à la perte de ceux qui les ignorent. Dans la pièce, on découvre des adolescents en proie à l'éveil de leur sexualité. Dans le contexte politique autoritaire de l'époque — le règne de Guillaume Ier et de son chancelier Bismarck, puis le règne de Guillaume II —, le texte relevait de la pornographie puisqu'il y décrivait plusieurs actes d'autoérotisme, de masturbation collective, et évoquait un avortement, autant de thèmes considérés alors comme tabous.

## Réception
Wedekind dut attendre la fin de sa vie pour entrevoir une reconnaissance, ses pièces ayant été censurées par les autorités. Il a même été incarcéré pour l’écriture de deux poèmes, L'Esprit de la Terre et Ilse. Certains observateurs contemporains comprirent que les provocations et le théâtre de Wedekind parlaient de la société elle-même, faisant émerger la notion de théâtre vivant.
L’œuvre de Wedekind marque le début de l’histoire du théâtre allemand moderne aux alentours de la Première Guerre mondiale, avec un expressionnisme déjà présent et qui reste encore aujourd’hui violent et corrosif.
Il est significatif que Wedekind ait suscité l’admiration du jeune Bertolt Brecht qui a vu en lui « l’un des plus grands éducateurs de l’Allemagne moderne ». Sigmund Freud s’y est aussi intéressé, et en particulier à L'Éveil du printemps, pièce sur laquelle il a écrit.

« La pièce de Wedekind est pleine de mérites. Ce n'est pas une grande œuvre d'art, mais elle restera comme un document, qui intéresse l'histoire de la civilisation et des mœurs.
Nous ne pouvons pas ne pas penser que Wedeking a une compréhension profonde de ce qu'est la sexualité. Il suffit pour s'en convaincre de voir comme dans le texte explicite des dialogues passent constamment des sous-entendus à caractère sexuel. […] »

— Sigmund Freud

## Traduction en français
- Frank Wedekind, L'Éveil du printemps. Tragédie enfantine, trad. de François Regnault, préface de Jacques Lacan, suivi de Intervention de Freud sur L'éveil du printemps à la Société psychologique du mercredi à Vienne, en 1907, trad. de Jacques-Alain Miller, Paris, NRF/Gallimard, coll. « Théâtre du monde entier », 1974

## Postérité

### Mises en scène
- 1974 : L'Éveil du printemps, traduction de François Regnault, mise en scène Brigitte Jaques, Théâtre Récamier, Festival d'automne à Paris « Sept acteurs jouaient tous les rôles : Jany Gastaldi, Philippe Clévenot, Jean-Baptiste Malartre, Brigitte Jaques, Jean-Loup Wolff, Colette Fellous, Charles Brandon[8]. »
- 1981-1982 : L'Éveil du printemps, mise en scène de Gilles Gleizes, Théâtre Jean Vilar de Suresnes, CDN de Gennevilliers (Scène Libre) et Comédie de Paris[9]
- 2013 : L'Éveil du printemps, par Peggy Thomas, théâtre royal de Namur et Rideau de Bruxelles
- 2016 : L'Éveil du printemps, mise en scène et traduction par Yves Morin, conservatoire d'art dramatique de Montréal
- 2018 :
  - L'Éveil du printemps, mise en scène par Armel Roussel, théâtre national de Bruxelles[10]
  - L'Éveil du printemps, mise en scène par Clément Hervieu-Léger, traduction François Regnault, Comédie-Française, Paris

### Adaptations
- 1908 : L'Éveil du printemps, tragédie d'enfants de Frank Wedekind, adaptée à la scène française par Robert d'Humières[11] Théâtre des arts, 28 octobre.
- 2007 :
  - L'Éveil du printemps (Spring Awakening), comédie musicale de Steven Sater et Duncan Sheik
  - L'Éveil du printemps (Frühlings Erwachen), opéra composé par Benoît Mernier, théâtre royal de La Monnaie, Bruxelles
- 2009 : L'Éveil du printemps (Frühlings Erwachen), téléfilm allemand réalisé par Nuran David Calis
- 2011 : L'Éveil du printemps, par Omar Porras, adaptation de Marco Sabbatini, Teatro Malandro/théâtre Forum Meyrin, Genève
- 2012 : L'Éveil du printemps, adaptation Jacques De Decker et Jasmina Douieb, théâtre Le Public, Bruxelles
- 2023 : L'Éveil du printemps, adaptation David Paquet et Olivier Arteau, théâtre Le Trident, Québec

### Autre
- Dans le film de Nicolas Maury Garçon chiffon (2020), dont le réalisateur interprète le personnage principal de Jérémie, celui-ci travaille tout au long du film le rôle de Moritz de L'Éveil du printemps pour une audition.